# Гарнига Нуова (Тренто)
Гарнига Нуова је насеље у Италији у округу Тренто, региону Трентино-Јужни Тирол.
Према процени из 2011. у насељу је живело 222 становника. Насеље се налази на надморској висини од 814 м.